# Rafał Ambrozik

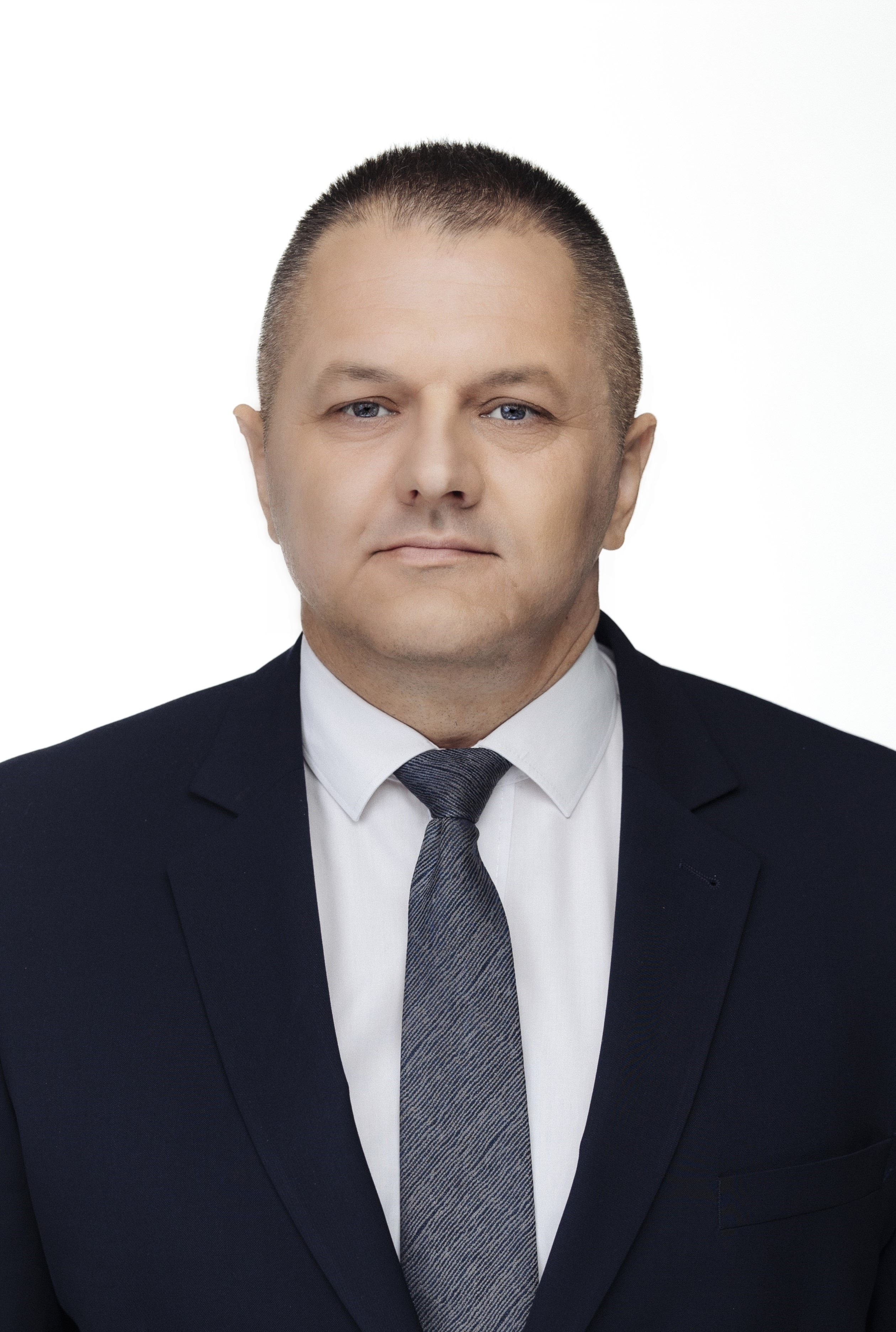
Rafał Ambrozik (2023)

Rafał Michał Ambrozik (* 8. Dezember 1979 in Rawa Mazowiecka) ist ein polnischer Politiker. 2015 wurde er in den IX. Senat der Republik Polen gewählt; dort ist er Mitglied der Fraktion Prawo i Sprawiedliwość (PiS).

## Leben und Wirken
Rafał Ambrozik schloss 2004 sein Studium in Verwaltungsrecht an der Fakultät für Recht und Verwaltung der Universität Łódź und 2011 sein Studium in Zivilrecht an der Fakultät für Recht und Verwaltung der Kardinal-Stefan-Wyszyński-Universität Warschau ab. Zwischen 2000 und 2002 war Ambrozik Inspektor im Stadtkrankenhaus in Łódź. Von 2004 bis 2015 fungierte er als Leiter des Büros des Mitgliedes des Europäischen Parlaments (MdEP) Janusz Wojciechowski.
Bei den Selbstverwaltungswahlen in Polen 2014 errang Ambrozik ein Mandat im Sejmik der Woiwodschaft Łódź für die Prawo i Sprawiedliwość. Bei der Parlamentswahl in Polen 2015 trat er zur Wahl der IX. Wahlperiode des Senats der Republik Polen für das Wahlkomitee KW Prawo i Sprawiedliwość im Wahlkreis Nr. 29 an. Dort setzte er sich mit 42,18 % der abgegeben gültigen Stimmen gegen Barbara Klatka (KW Platforma Obywatelska RP, 24,78 %), Janusz Wojciechowski (KWW Janusza Wojciechowskiego, 22,82 %) und Iwona Gawron (KW Polskie Stronnictwo Ludowe, 10,22 %) durch. Im IX. Senat der Republik Polen ist er Mitglied in der Fraktion Prawo i Sprawiedliwość und saß für diese von 13. November 2015 bis zum 10. März 2016 im Ausschuss für Landwirtschaft und ländliche Entwicklung und im Ausschuss für Außen- und EU-Angelegenheiten und ist seit dem 10. März 2016 für die PiS Mitglied des Ausschusses Menschenrechte, Rechtsstaatlichkeit und Petitionen und des Gesetzgebungsausschusses.
Rafał Ambrozik ist kein Mitglied einer Partei. Er ist verheiratet und hat zwei Kinder.